# AgustaWestland AW101
AgustaWestland AW101 (dawniej EH101) – europejski śmigłowiec wielozadaniowy opracowany przez dwie firmy: włoską Agusta i brytyjską Westland Helicopters. Firmy te po połączeniu tworzą obecnie konsorcjum AgustaWestland. W służbie brytyjskiej i portugalskiej śmigłowiec nosi nazwę Merlin.

## Historia
W 1977 brytyjskie ministerstwo obrony ogłosiło wymagania jakie powinien spełniać nowy śmigłowiec do zwalczania okrętów podwodnych mający zastąpić Westlandy Sea Kingi. W tym samym czasie włoska marynarka wojenna również poszukiwała następcy dla budowanych na licencji przez Agustę Sea Kingów. Doszło do rozmów o współpracy, których owocem była podpisana w 1979 umowa o utworzeniu nowej firmy EH Industries (skrót od Elicottero Helicopter). Celem konsorcjum było opracowanie śmigłowca transportowego, taktycznego, wielozadaniowego dla wojsk lądowych i marynarki wojennej. Zdecydowano się na opracowanie równocześnie trzech wariantów, ponieważ charakterystyki wymagane od tego typu śmigłowców były do siebie zbliżone.
W 1987 Kanada w konkursie na następcę floty śmigłowców morskich CH-124 Sea King i ratowniczych CH-113 Labrador wybrała EH101, zamawiając 48 sztuk w odmianach 33 CH-148 Petrel (zredukowane do 28) i 15 CH-149 Chimo. Śmigłowce miały być montowane w Kanadzie. W 1993 kontrakt anulowano, co doprowadziło do zapłacenia kar. W 1998 EH101 wygrał kontrakt na dostawę 15 śmigłowców SAR CH-149 Cormorant. Przetarg na śmigłowce zwalczania okrętów podwodnych wygrał w 2004 Sikorsky S-92, a dostawy CH-148 Cyclone rozpoczęto w 2015.
Śmigłowce są produkowane w Yeovil w Anglii i Vergiate koło Mediolanu. Należący do producenta egzemplarz promocyjny EH101 Mk.510 (rej. G-17-510) wystąpił w filmie Skyfall z 2012 roku.
W ogłoszonym 29 marca 2012 przetargu na śmigłowiec wielozadaniowy (oparty na wspólnej platformie) dla Wojsk Lądowych, Marynarki Wojennej i Sił Powietrznych WSK PZL-Świdnik wystawił AgustaWestland AW149. Początkowo miało być zakupionych 26 śmigłowców w czterech wersjach dla zastąpienia Mi-8 i Mi-14. W 2013 roku liczbę śmigłowców zwiększono do 70 sztuk, w tym 48 transportowych. Termin składania ofert upłynął 30 grudnia 2014. 21 kwietnia 2015 roku Ministerstwo Obrony Narodowej dopuściło do fazy testów śmigłowiec Airbus Helicopters H225M Caracal z zamiarem zakupu 50 śmigłowców za 13,5 mld PLN, w wersjach: 16 transportowych, 13 ratownictwa bojowego (CSAR), 8 dla wsparcia żołnierzy Wojsk Specjalnych, 8 zwalczanie okrętów podwodnych i 5 ewakuacji medycznej. Oferta na AW149 została odrzucona z powodu terminu dostaw od 2019, a oferta PZL na S-70i Black Hawk/S-70B Seahawk z powodu braku uzbrojenia. 4 października 2016 Ministerstwo Rozwoju zakończyło negocjacje offsetowe z Airbus Helicopters bez podpisania kontraktu
W październiku 2016 zgłoszono Pilną Potrzebę Operacyjną na śmigłowce dla wojsk specjalnych i morskie śmigłowce poszukiwawczo-ratownicze. 7 Eskadra Działań Specjalnych dysponowała w tym czasie Mi-17 przejętymi od Wojsk Lądowych. Marynarka Wojenna wycofała trzy ratownicze Mi-14PS w latach 2008-2010. W 2011 zastąpiły je dwa Mi-14PŁ/R, które zakończą służbę w 2018 roku. Resursy czterech pozostałych w służbie śmigłowców ZOP Mi-14PŁ wyczerpią się w 2021 roku. Od października 2015 w związku z remontami trzech z sześciu W-3RM Anakonda MW prowadziła dyżury SAR na przemian z baz w Darłowie i Gdyni, utrzymując w gotowości jeden zamiast dwóch śmigłowców SAR. 20 lutego 2017 Inspektorat Uzbrojenia zaprosił do składania ofert w dwóch postępowaniach i rozpoczął formalne negocjacje z zaproszonymi oferentami: PZL (własność Lockheed Martin), WSK PZL-Świdnik (własność Leonardo) i Airbus Helicopters. W pierwszej kolejności zakupionych będzie osiem śmigłowców poszukiwawczo-ratowniczych w warunkach bojowych (CSAR) dla wsparcia Wojsk Specjalnych, a następnie osiem śmigłowców w wersji zwalczania okrętów podwodnych dla Lotnictwa MW z możliwością prowadzenia operacji poszukiwawczo-ratowniczych (ZOP/SAR) dla marynarki. Termin składania ofert upłynął 27 marca 2017. Trzech oferentów złożyło oferty w postępowaniu na śmigłowce CSAR dla Wojsk Specjalnych, natomiast PZL Mielec zrezygnował z udziału w postępowaniu na dostawę śmigłowców morskich. PZL-Świdnik w obu postępowaniach zaproponował śmigłowiec AW101.

## Wersje
- Dziewięć prototypów: 5 Westland, 4 Agusta; dwa utracono.
- 110 – wersja ZOP/przeciwokrętowa dla Marina Militare (oznaczenie SH-101A), silniki T-700-GE-T6A1 (CT7-6), radar Eliradar APS-784, sonar Honeywell HELRAS, pociski Marte, brak rampy, 9 sztuk.
- 111/Merlin HM1 – wersja ZOP/przeciwokrętowa dla Royal Navy (oznaczenie Merlin HM Mk.1), silniki RR RTM322, radar Blue Kestrel, sonar Thomson Marconi FLASH, mogą przenosić sondę do tankowania w locie, brak rampy, 44 sztuki.
- 112 – wersja wczesnego ostrzegania z radarem Eliradar HEW-784 dla Marina Militare (oznaczenie EH-101A), oblatana w 1999, dostawy zakończono w 2003, 4 sztuki[19]. Śmigłowce stały się w pełni operacyjne w 2012 roku z powodu opóźnienia w rozwoju aparatury[20].
- 410 – wersja transportowa dla Marina Militare (oznaczenie UH-101A), łopaty BERP IV o mniejszych wibracjach i wyższych osiągach, składany wirnik i ogon, rampa załadunkowa, 4 sztuki.
- 411/Merlin HC3 – wersja transportowa dla Royal Air Force, 22 sztuki.
- 413 – wersja desantowa i wsparcia operacji specjalnych dla Marina Militare (UH-101A), 4 sztuki.
- 510 – wersja cywilna z rampą, 1 sztuka dla policji w Tokio, druga sztuka na potrzeby promocji US101.
- 511 – wersja Search and Rescue (SAR) dla Kanady (oznaczenie CH-149 Cormorant), silniki GE CT7-6, 15 sztuk.
- 512 – wersja eksportowa dla Danii, sześć w wariancie 512 SAR, drugie sześć w transportowym 512 TTT odsprzedano Wielkiej Brytanii (jako Merlin HC3A), w zamian dostarczono sześć nowych.
- 514 – wersja SAR dla Portugalii, 6 sztuk.
- 515 – wersja patrolowa/ochrony rybołówstwa dla Portugalii, 2 sztuki.
- 516 – wersja ratownictwa bojowego (CSAR) dla Portugalii, 4 sztuki.
- 518 – wersja zwalczania min (11 MCH-101) i transportowa/operacji arktycznych (3 CH-101) dla Japonii, silniki RTM322 Mk.250, sonar AN/AQS-24, składany wirnik i ogon, rampa, 14 sztuk.
- 519 – wersja VVIP dla USMC (oznaczenie VH-71 Kestrel) do transportu prezydenta USA (Marine One), silnik CT7-8E, anulowana.
- 610 – wersja SAR dla Algierii, 6 sztuk.
- 611 – wersja ratownictwa bojowego (CSAR) dla Aeronautica Militare (oznaczenie HH-101A Caesar), 12 sztuk.
- 612 – wersja SAR dla Norwegii, 16 sztuk.
- 614 - wersja ZOP/SAR dla Polskiej Marynarki Wojennej, 4 sztuki.
- 640 – wersja VVIP dla Arabii Saudyjskiej, 2 sztuki.
- 641 – wersja VIP dla Nigerii[21] (2 sztuki), oryginalnie wyprodukowane na zamówienie Indii.
- 642 – wersja VIP dla Algierii[22], 2 sztuki.
- 643 – wersja VIP dla Turkmenistanu, 2 sztuki.
- Merlin HM2 – 30 HM1 zmodernizowanych od 2006 do 2016 przez Lockheed Martina[23], awionika z siedmioma dużymi wyświetlaczami LCD, gogle noktowizyjne, nowy komputer misji, Data Link 11, tryb pracy SAR dla radaru, system ostrzegania przed pociskami BAE Systems AN/AAR-57, wyrzutnia flar AN/ALE-47, system zakłócania AN/ALQ-157[24].
- Merlin HC4/4A – modernizacja wersji HC3/3A RAF na potrzeby Royal Navy. 25 sztuk zostanie przebudowanych dla zastąpienia Sea Kingów HC4 Royal Marines[25].
- Merlin ASaC5 – planowana konwersja 8 HM1 do wersji wczesnego ostrzegania, dla zastąpienia Sea Kingów ASaC7 na lotniskowcach typu Queen Elizabeth.

## Użytkownicy
Algieria

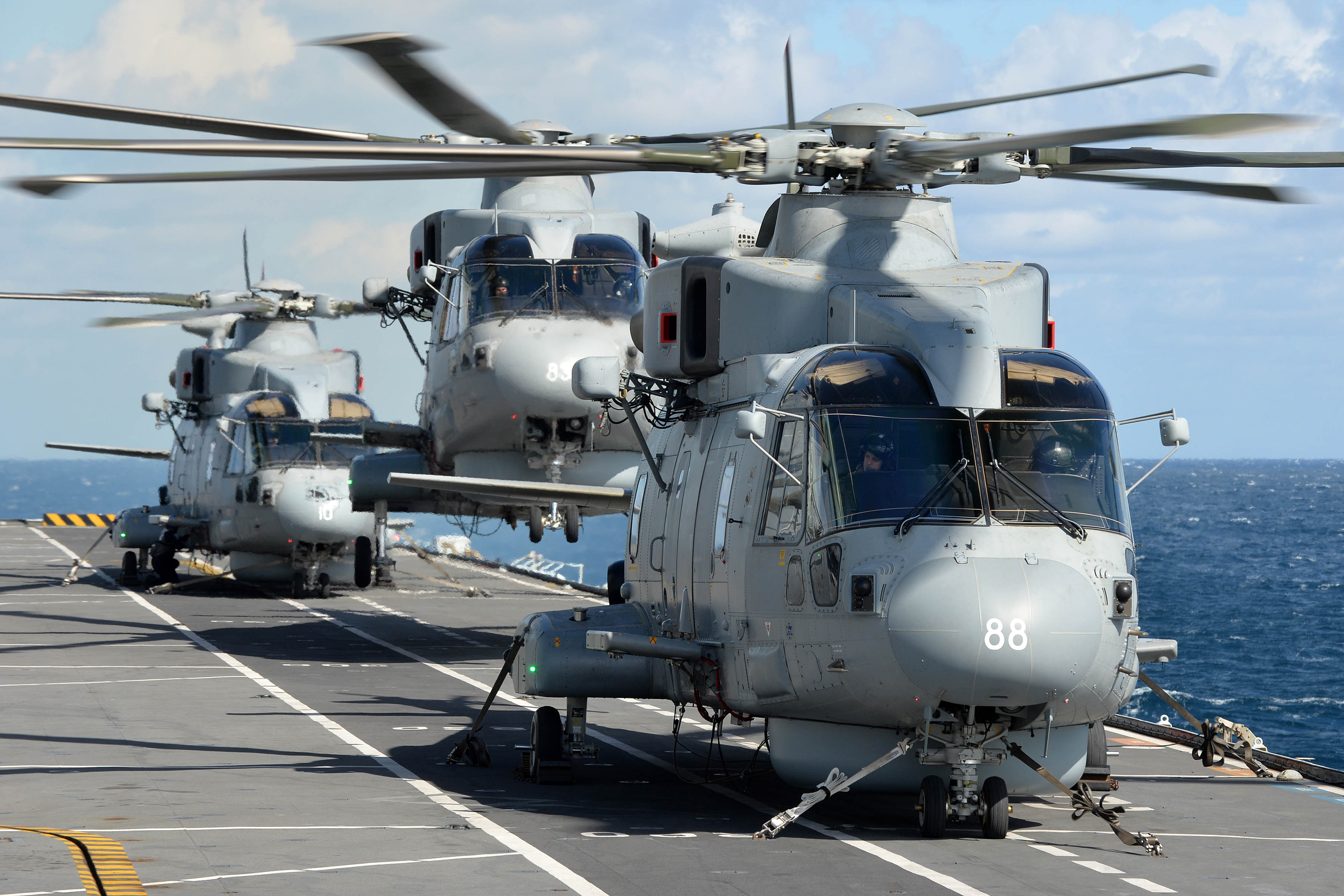
Merliny HM2 na pokładzie HMS „Illustrious”

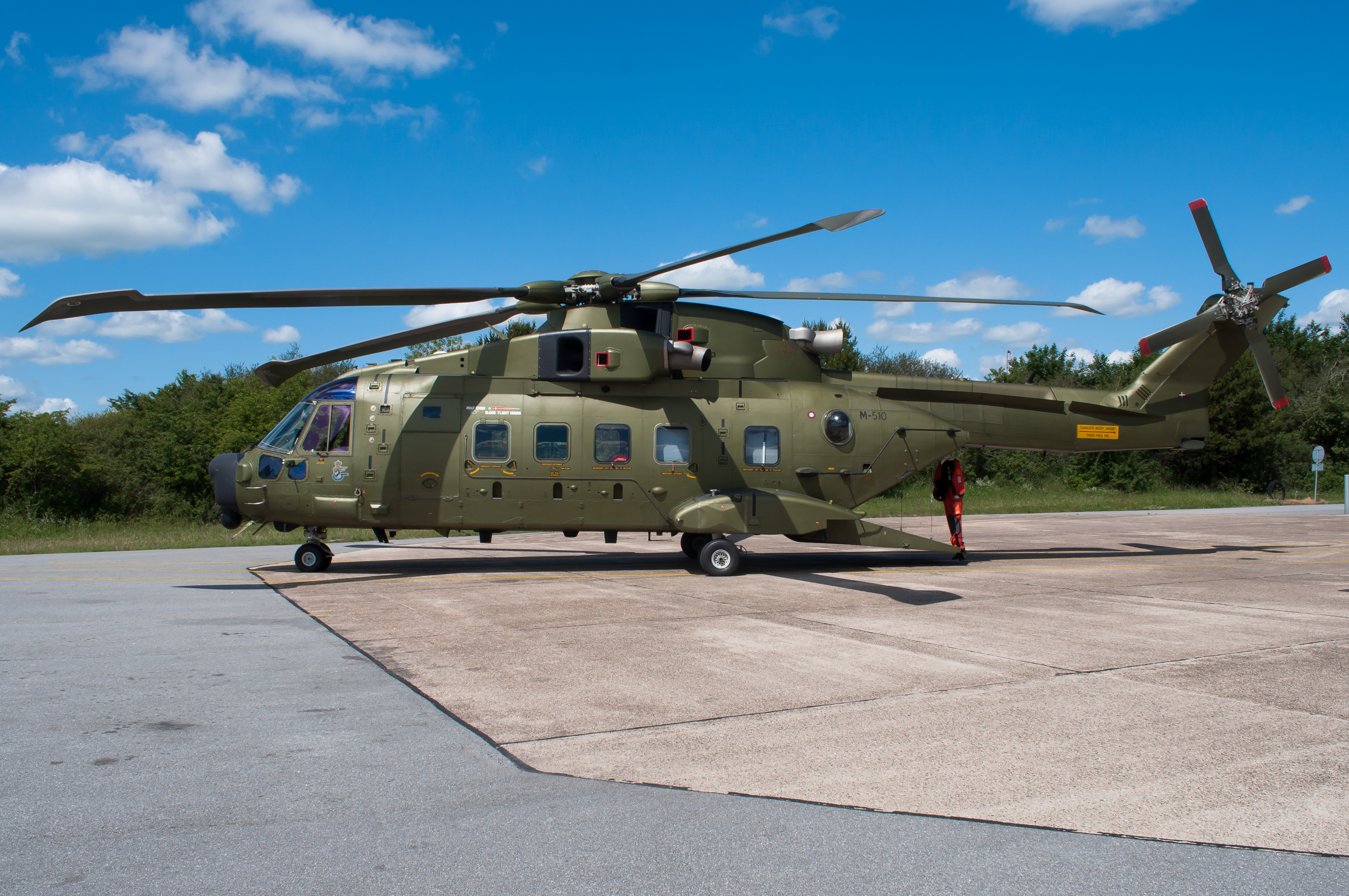
AW101 w służbie Duńskich Sił Zbrojnych

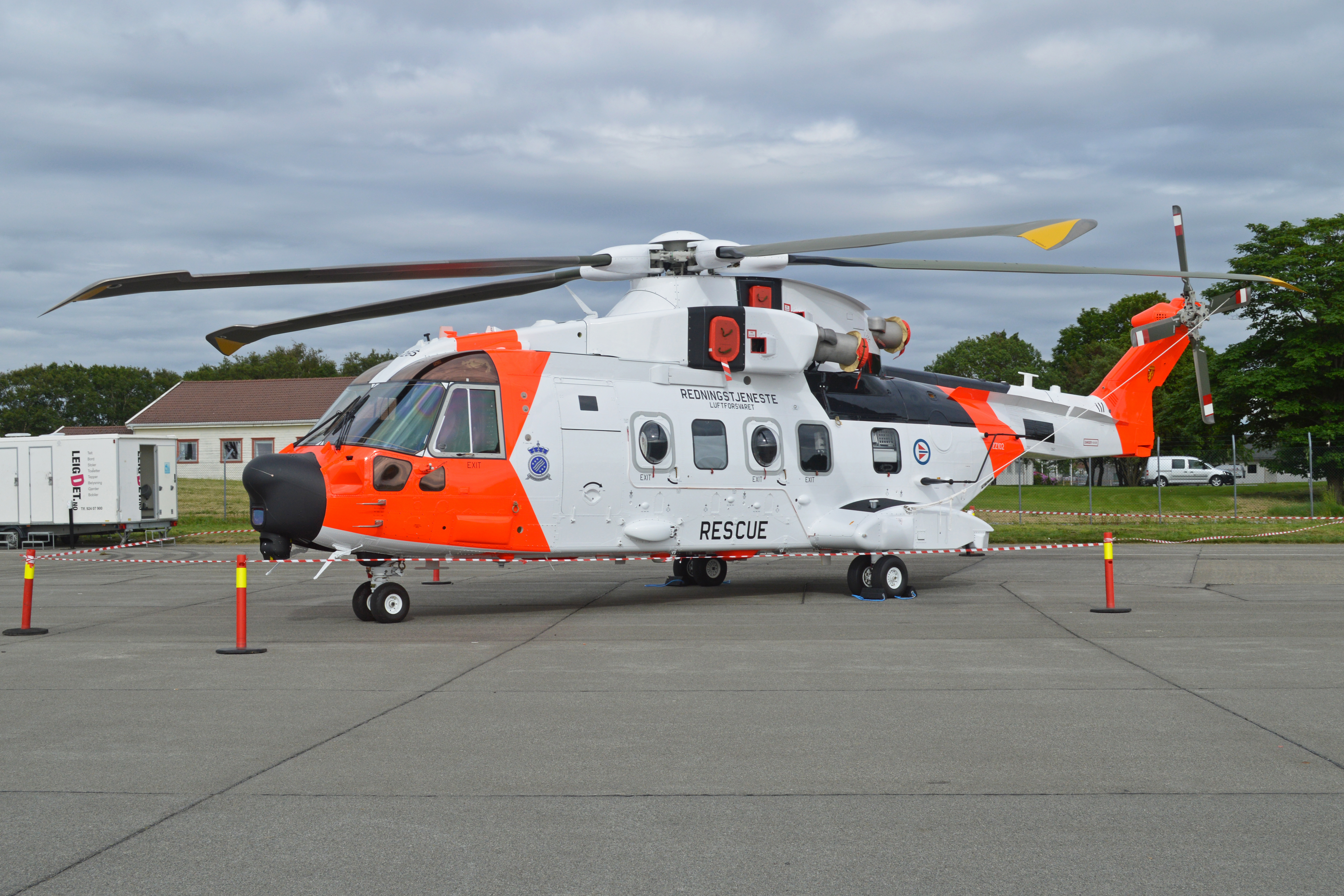
Jeden z norweskich AW101

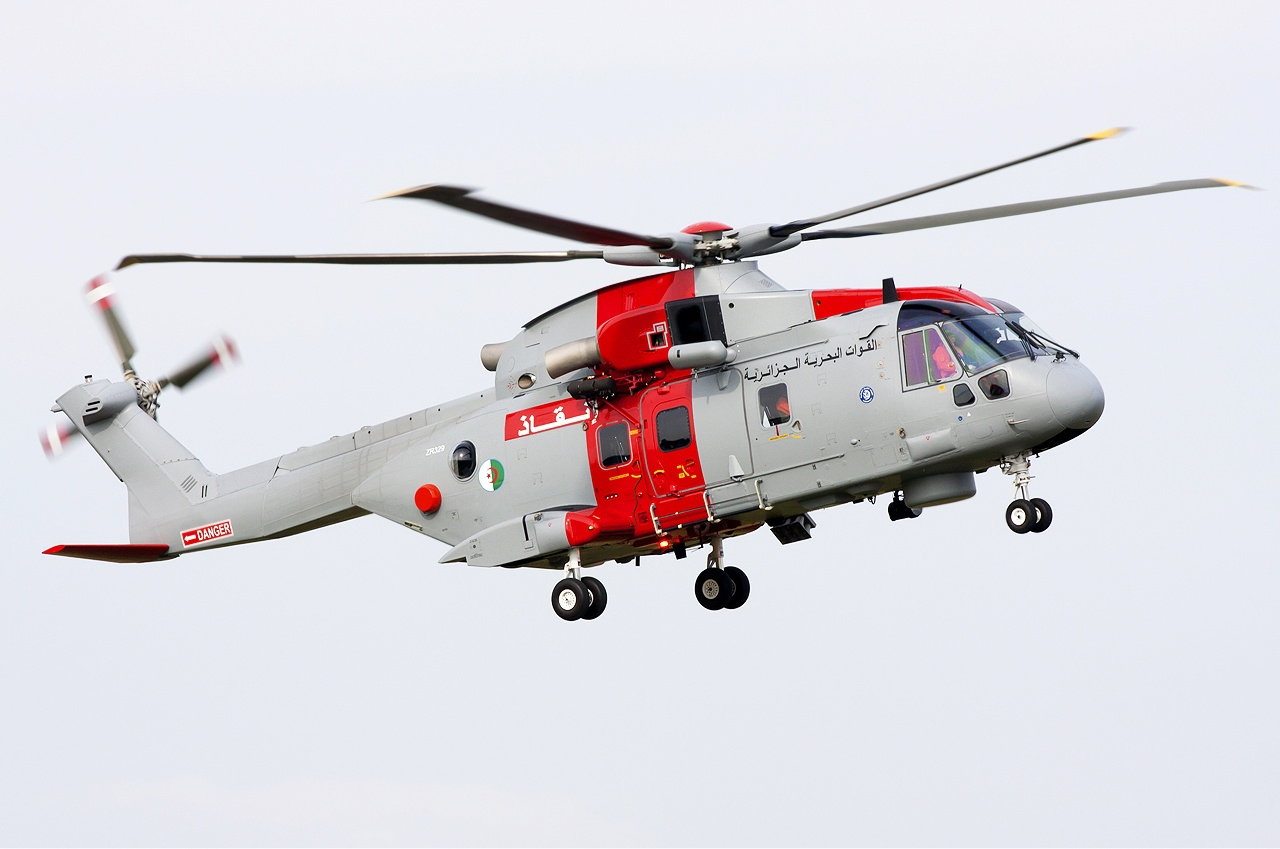
Algierski AW101

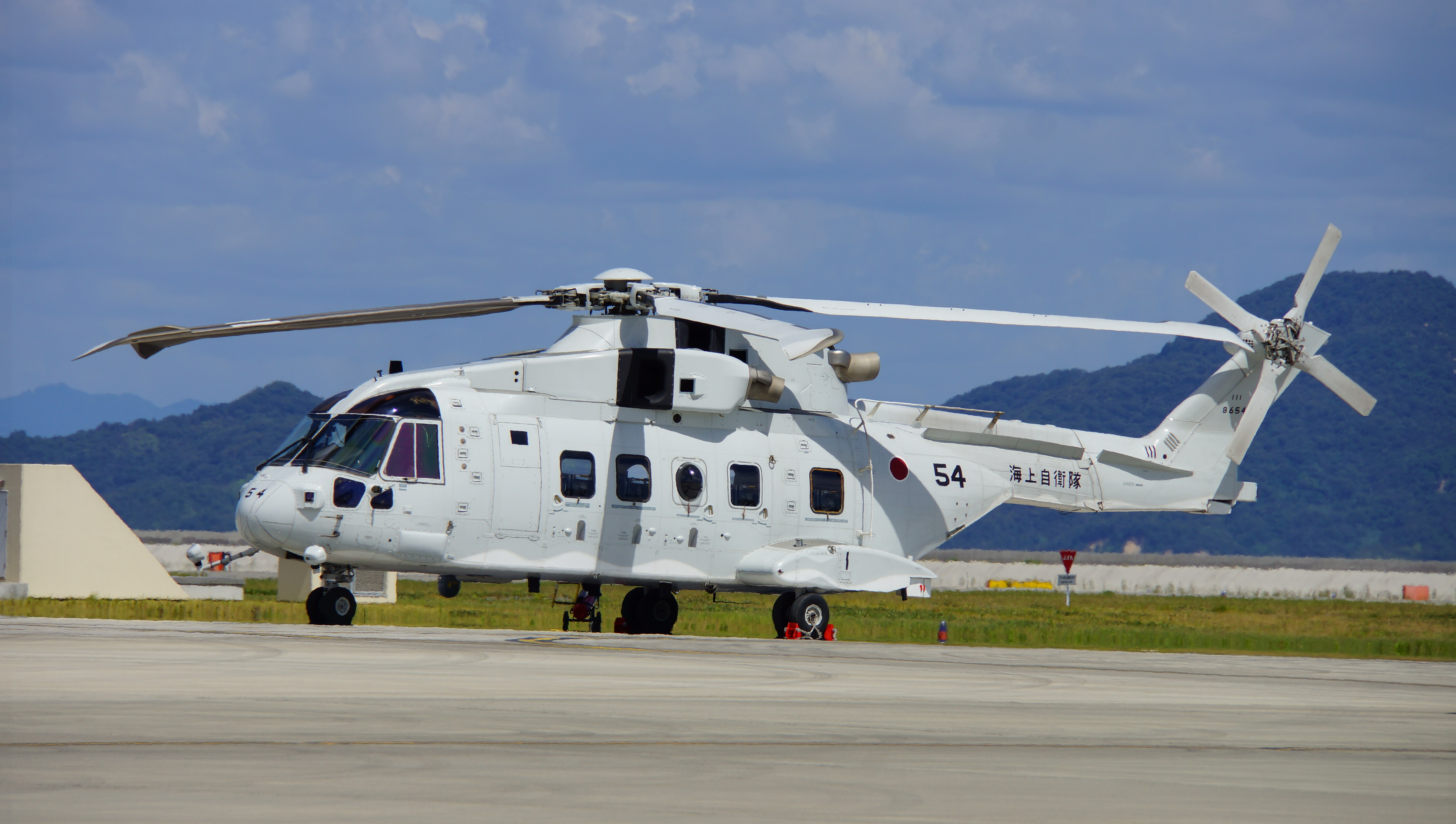
Jeden z japońskich AW101

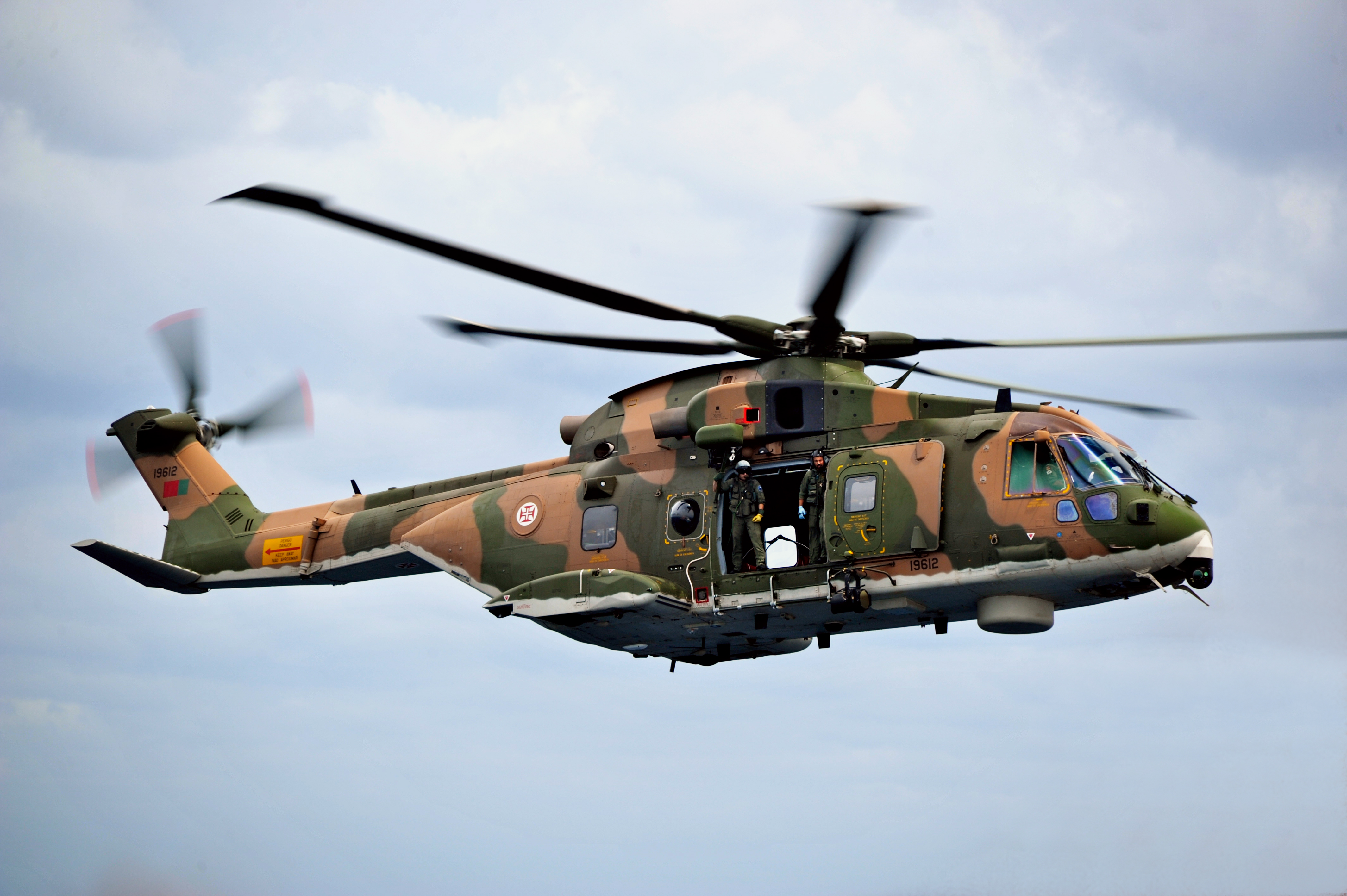
AW101 w służbie Portugalskiej Marynarki Wojennej

- Marynarka wojenna otrzymała sześć sztuk w wersji ratowniczej w latach 2010–2011, z brytyjskiej linii produkcyjnej. W 2013 wyprodukowano dwie sztuki w wersji dla VIP dla rządu Algierii[26] (śmigłowce zamówione przez Indie).

 Arabia Saudyjska
- W 2008 zamówiono dwie sztuki w wersji VIP dla Saudi Royal Flight, do transportu rodziny królewskiej. Dostarczone w 2011 roku[27].

 Dania
- Flyvevåbnet otrzymały osiem śmigłowców w wersji SAR (ratowniczej) i sześć maszyn przeznaczonych do transportu taktycznego, produkcji brytyjskiej. Ostatni z 14 zamówionych EH101 został dostarczony 1 marca 2007. Pierwszy śmigłowiec w wersji SAR osiągnął gotowość operacyjną w kwietniu 2007. W 2007 sześć śmigłowców transportowych przekazano Wielkiej Brytanii, której siły ISAF w Afganistanie trapiły braki sprzętowe, w zamian Brytyjczycy dostarczyli sześć nowych AW101.

 Indonezja
- 24 listopada 2015 Indonezja zamówiła jeden transportowy AW101. Pierwotnie miały być zamówione trzy śmigłowce w wersji dla VIP, ale plany zmieniono. 15 stycznia 2017 dostarczono śmigłowiec o nr ser. 50248. Śmigłowiec nie został odebrany. Zamiast AW101 mają być zakupione Airbus H225 w wersji dla VIP, ponieważ indonezyjskie PTDI produkują do nich kadłub i belkę oraz montują ten model[28].

 Japonia
- Japońskie Morskie Siły Samoobrony zamówiły w 2003 14 śmigłowców przeznaczonych do wykonywania misji wykrywania i niszczenia min morskich a także do zadań transportowych, 13 z nich zmontuje Kawasaki Heavy Industries z zestawów dostarczonych z Anglii.
- 25 marca 1999 Policja Tokijska jako pierwszy użytkownik cywilny otrzymała jeden śmigłowiec EH-101-510[1].

 Kanada
- Royal Canadian Air Force otrzymały 15 śmigłowców EH-101-511 przeznaczonych do zadań SAR oznaczonych jako CH-149 Cormorant, dostarczone w latach 2001–2003 z włoskiej linii produkcyjnej, pierwsze dwie we wrześniu 2001. W 2006 rozbił się jeden CH-149.

 Nigeria
- W 2014 rząd Nigerii zamówił dwa egzemplarze dla VIP, przeznaczone pierwotnie dla Indii[29][30].

 Norwegia
- Norwegia wybrała ofertę AW na 16 śmigłowców w wersji poszukiwawczo-ratowniczej (SAR) dla zastąpienia posiadanych Westlandów Sea Kingów w ramach programu Norwegian All Weather Search and Rescue Helicopter. Śmigłowce zakupione przez Ministerstwo Sprawiedliwości i Bezpieczeństwa Publicznego wchodzą do służby stopniowo od 2017 do 2020 roku i będą eksploatowane przez wojska lotnicze (Luftforsvaret)[31]. 21 marca 2016 w Yeovil oblatano pierwszy śmigłowiec dla Norwegii[32]. Pierwszy śmigłowiec dostarczono 19 listopada 2017[33]. 24 listopada 2017 w czasie prób naziemnych śmigłowiec uległ wypadkowi, doszło do przewrócenia się śmigłowca na bok i uszkodzenia wirnika głównego[34].

 Polska
- Ministerstwo Obrony Narodowej zawarło w kwietniu 2019 umowę na zakup 4 śmigłowców dla Marynarki Wojennej w wersji ZOP/SAR, które mogą jednocześnie prowadzić misje ratownicze oraz poszukiwania i zwalczania okrętów podwodnych. Mają zastąpić dotychczas używane śmigłowce Mi-14PŁ i PŁ/R[35]. Pierwszy dostarczono 7 sierpnia 2023 roku[36].

 Portugalia
- Força Aérea Portuguesa kupiły 12 śmigłowców: sześć w wersji SAR, cztery w wersji CSAR, dwa do kontroli rybołówstwa SIFICAP – dostarczone do 2006 roku.

 Turkmenistan
- Rząd Turkmenistanu zamówił w 2010 dwie sztuki do transportu VIP, śmigłowce wyprodukowano w Yeovil, pierwszą sztukę dostarczono do Turkmenistan Airlines w kwietniu 2013[37].

 Wielka Brytania
- Royal Navy otrzymała 44 śmigłowce w wersji do zwalczania okrętów podwodnych, oznaczone Merlin HAS.1, ostatecznie Merlin HM1. Dostarczono je w latach 1997–2002, rozpoczęły służbę 2 czerwca 2000. Używane są przez pięć eskadr Fleet Air Arm, bazujących w RNAS Culdrose w Kornwalii: nr 814, 820, 824, 829 i 700M. Do bazowania śmigłowców 829. Eskadry dostosowano dziewięć fregat typu 23, mogą one bazować także na brytyjskich lotniskowcach, śmigłowcowcach desantowych i okrętach zaopatrzeniowych.
- Lotnictwo brytyjskie Royal Air Force otrzymało 22 śmigłowce w wersji transportowej Merlin HC3. Pierwszy wszedł do służby w 28. Eskadrze RAF w styczniu 2001. Zostały one użyte operacyjnie na Bałkanach w 2003, po czym w Iraku. Dalsze sześć śmigłowców Merlin HC3A zakupiono w 2007 od Danii, dla przyspieszenia dostaw. W grudniu 2007 typ ten wszedł na wyposażenie drugiej eskadry, nr 78. Wszystkie Merliny RAF-u mają w przyszłości być przeniesione do Royal Navy w celu zastąpienia Sea Kingów.

 Włochy
- Marina Militare zakupiła 21 śmigłowców EH101: 9 w wersji morskiej zwalczania okrętów podwodnych (EH-101-110), 4 wczesnego ostrzegania (EH-101-112), 4 transportowe (EH-101-413) i 4 desantowe (EH-101-410). Pierwszy włoski AW101 do swojego dziewiczego lotu wzniósł się 6 grudnia 1999 roku. Za jego sterami siedzieli szef pilotów oblatywaczy Agusty Fabio Frisi i pilot doświadczalny włoskiej marynarki wojennej Massimo Porro[38]. Dostawy trwały pomiędzy 2001 i 2006, w 2009 dostarczono 21. egzemplarz[39]. Używane są z pokładów włoskich niszczycieli rakietowych, lotniskowców i śmigłowcowców desantowych.
- Aeronautica Militare wybrała AW101 jako następcę śmigłowców CSAR Sikorsky HH-3F Pelican. Zamówiono 12 HH-101A Caesarów. Pierwszy egzemplarz oblatano w marcu 2014 roku[40], a przekazano do służby operacyjnej 25 lutego 2016 roku[41].

### Dawni
Indie
- Indian Air Force zamówiły 12 śmigłowców w wersji VVIP, sześć dostarczono. W odpowiedzi na zapytanie ofertowe z 2006 odpowiedziało trzech producentów oferujących AW101, Mi-172 i Sikorsky S-92. Oferty Rosoboronexportu nie rozpatrzono, S-92 nie spełnił wszystkich wymogów technicznych dotyczących samoobrony, w rezultacie AW101 podpisał kontakt w 2010 roku. W lutym 2013 roku szefa Finmeccaniki (spółki matki) zwolniono z powodu zarzutów korupcyjnych ciążących na kontrakcie[42]. Pod koniec 2013 roku zerwano cały kontrakt na 12 śmigłowców, pomimo że część z nich została już dostarczona[43].

 Stany Zjednoczone
- United States Marine Corps miał otrzymać 23 śmigłowce przeznaczone dla jednostki HMX-1, która obsługuje transport m.in. prezydenta. Śmigłowce miały być montowane na licencji w Stanach Zjednoczonych przez Bella, a większość ich wyposażenia miała pochodzić z firm amerykańskich, głównym integratorem systemów był Lockheed Martin. Produkowane tam maszyny miały być sprzedawane pod oznaczeniem US101, a ich wojskowe oznaczenie to VH-71A Kestrel. 1 czerwca 2009 roku kontrakt został anulowany[44]. 9 wyprodukowanych egzemplarzy sprzedano Kanadzie z przeznaczeniem na części, przynajmniej cztery sztuki były w stanie lotnym.